# Peter Bondanella
Peter Bondanella, né en 1943 et mort le 28 mai 2017,, est Distinguished Professor Emeritus d'italien, de littérature comparée et d'études sur le cinéma de l'Université de l'Indiana.

## Œuvres (sélection)
- (en) Federico Fellini: Essays in Criticism. Ed. by P. Bondanella.  Oxford: Oxford University Press, 1978. 315 p.  (ISBN 0-19-502274-2)
- (en) The Eternal City: Roman Images in the Modern World. Chapel Hill: University of North Carolina Press, 1987. 286 p.
- (en) The Cinema of Federico Fellini. Princeton: Princeton University Press, 1992. "Préambule" par Federico Fellini. 396 p.
- (en) Umberto Eco and the Open Text: Semiotics, Fiction, Popular Culture. Cambridge: Cambridge University Press, 1997.
- (en) The Films of Federico Fellini. Cambridge: Cambridge University Press, 2002. 205 p.  (ISBN 0-521-57573-7)
- (en) Hollywood's Italians: Dagos, Palookas, Romeos, Wise Guys, and Sopranos. New York: Continuum International, 2004. 352 pages et 55 photographies.
- (en) A History of the Italian Cinema. New York: Continuum, 2009.
- (en) New Essays on Umberto Eco. Cambridge: Cambridge University Press, 2009.